# Fabiana imbricata

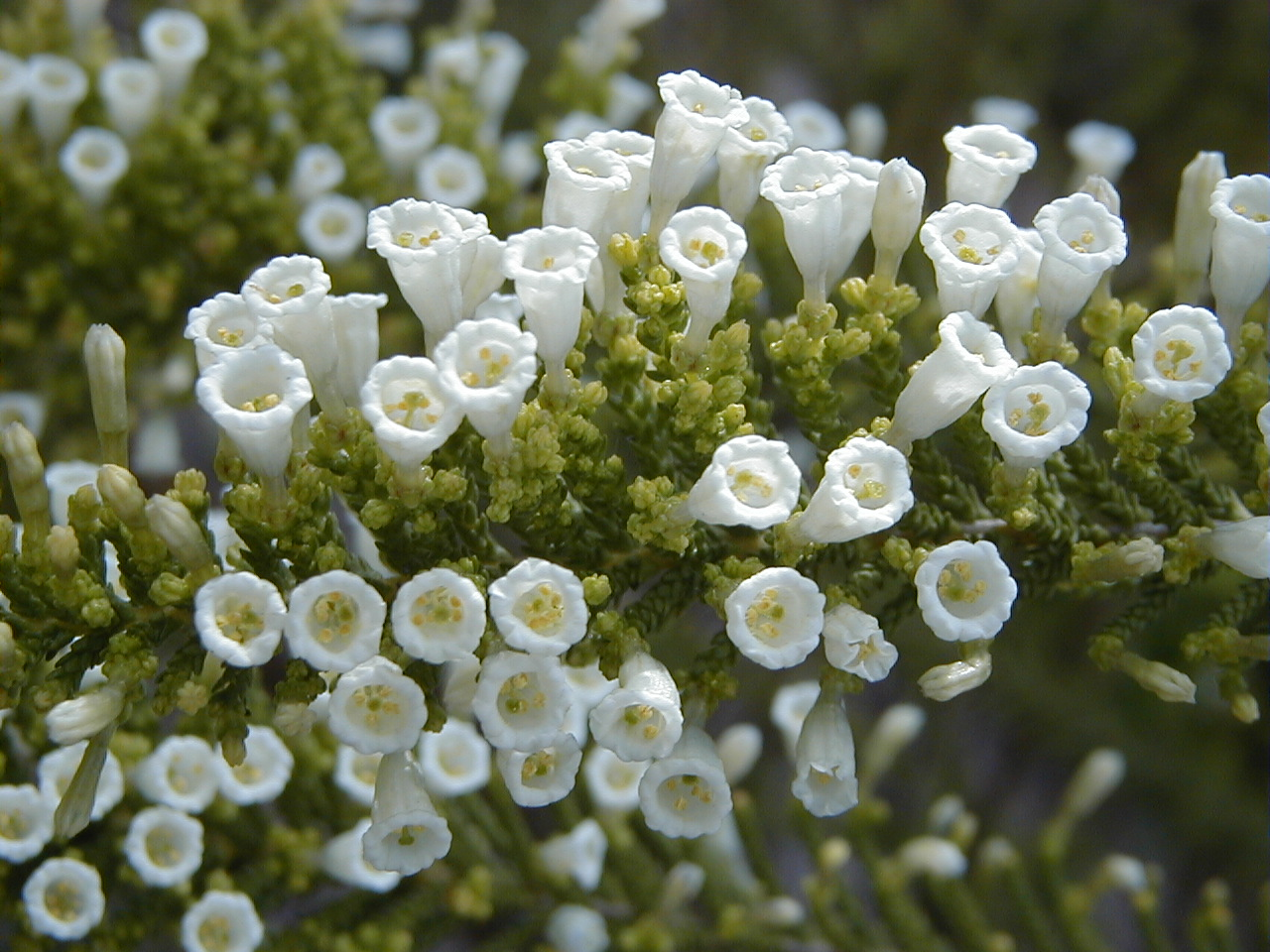
Detall de les flors

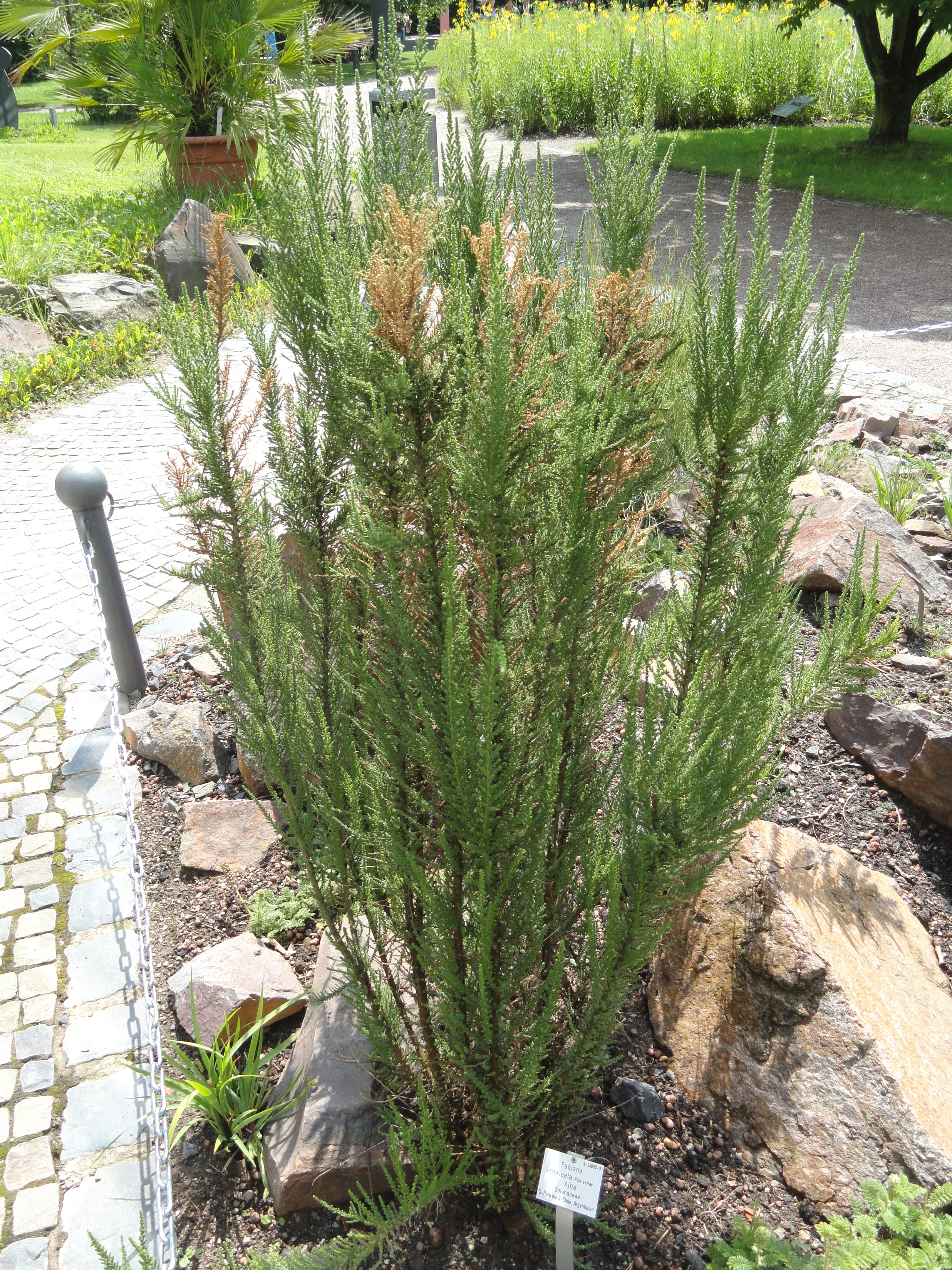
Vista de la planta

Fabiana imbricata és una espècie de planta fanerògama de la família de les solanàcies, nativa dels vessants secs de muntanya a Xile i l'Argentina.

## Descripció
Aconsegueix una mida de 2,5 m d'alt i el mateix d'ample. És resistent al fred com un bruguerar sempre verd formant un monticle d'arbustos. Té fulles en forma d'agulla i petites flors tubulars blanques que apareixen a principis d'estiu. Les inflorescències de F. imbricata f. violacea  són erectes, contenint masses de flors de color violeta pàl·lid, el que l'ha dut a guanyar l'Award of Garden Merit de la Royal Horticultural Society.

## Propietats
L'arbust es troba a Amèrica del Sud i és usat en la medicina popular, essent el preferit a Xile on és utilitzat com un fort diürètic. L'aplicació homeopàtica consisteix en un extracte de branques o escorça en forma d'una tintura. Els indis del nord de Xile l'utilitzen en cerimònies rituals, o per mantenir allunyats fantasmes no desitjats i dimonis. El fum inhalat causa una lleugera eufòria i pot desencadenar una probable intoxicació d'"èxtasi" en el context cultural.

## Taxonomia
Fabiana imbricata va ser descrita per Ruiz i Pav. i publicada a Flora Peruviana, et Chilensis 2: 12, pl. 122. 1799.

### Etimologia
- Fabiana: nom genèric atorgat en honor de Francisco Fabián y Fuero (1719-1801), arquebisbe de València (1773-1794), i patró de la botànica.
- imbricata: epítet llatí que significa "imbricada".[5]

### Sinonímia
- Fabiana araucana Phil.
- Fabiana biflora J.Rémy
- Fabiana imbricata var. biflora (J.Rémy) Reiche
- Fabiana lutescens Phil.[6]